# 올림픽 도미니카 공화국 선수단
올림픽 도미니카 공화국 선수단은 도미니카 공화국 대표로 올림픽에 참가하는 선수단이다. 도미니카 공화국은 1964년 올림픽에 처음 참가했는데, 이때 알베르토 토레스 데 라 모타("엘 그링고")가 100m 10차 예선에 참가해 10.9초를 달려 6위를 기록했지만 다음 라운드 진출 자격을 얻지 못했다.
도미니카 공화국은 그 이후로 모든 게임에 등장했다. 도미니카공화국은 동계올림픽에 참가한 적이 없다.
도미니카 공화국은 올림픽에서 12개의 메달을 획득했다. 페드로 놀라스코(Pedro Nolasco)는 1984년 하계 올림픽 복싱에서 동메달을 획득했고, 2004년 펠릭스 산체스는 400m 허들에서 금메달을 획득했다. 2008년 하계 올림픽에서 마누엘 펠릭스 디아즈는 복싱에서 금메달을, 가브리엘 메르세데스는 태권도에서 은메달을 획득했다. 2012년 런던 하계 올림픽에서 산체스는 400m 허들에서 다시 한 번 금메달을 획득했다. 같은 날 밤, 루겔린 산토스(Luguelín Santos)는 400m에서 은메달을 획득하여 최연소 올림픽 메달리스트가 되었다. 루이시토 파이(Luisito Pie)는 2016년 리우데자네이루 올림픽 태권도 동메달을 획득했다. 
2020년 하계 올림픽에서 자카리아스 보나(Zacarias Bonnat)는 남자 81kg급에서 은메달을 획득했고, 크리스메리 산타나는 여자 87kg급에서 동메달을 획득해 도미니카 공화국 여성 최초로 올림픽 메달을 획득했다. 리디오 안드레스 펠리스, 마릴레이디 파울리노, 아나벨 메디나, 알렉산더 오간도가 혼합 4x400m 계주에서 은메달을 획득했다. 파울리노는 또한 여자 400m 종목에서 은메달을 획득했는데, 이는 도미니카 공화국 여성 최초로 육상에서 개인 올림픽 메달을 획득한 것이다. 도미니카 야구팀도 야구 대회에서 동메달을 획득했다. 가장 성공적인 한 해였음에도 불구하고 그들은 어떤 종목에서도 단 하나의 금메달도 획득하지 못했다.
이 선수단은 도미니카 공화국 올림픽 위원회가 대표한다.

## 종목별 메달 집계
| 경기   | 금 | 은 | 동 | 합계 |
| ------ | -- | -- | -- | ---- |
| 육상   | 2  | 1  | 0  | 3    |
| 복싱   | 1  | 0  | 1  | 2    |
| 태권도 | 0  | 1  | 1  | 2    |
| 합계   | 3  | 2  | 2  | 7    |